# Panteles areolaris
Panteles areolaris är en stekelart som beskrevs av Dmitriy R. Kasparyan 1999. Panteles areolaris ingår i släktet Panteles och familjen brokparasitsteklar. Inga underarter finns listade i Catalogue of Life.